# Saint-Maurice-les-Brousses
Saint-Maurice-les-Brousses è un comune francese di 913 abitanti situato nel dipartimento dell'Alta Vienne nella regione della Nuova Aquitania.

## Società

### Evoluzione demografica
Abitanti censiti